# جزيرة (مسلسل كوري جنوبي)
جزيرة (بالكورية: 아일랜드) هو مسلسل ويب كوري جنوبي، من بطولة كيم نام-جيل، لي داهي، تشا إن وو، وسونغ جون. تقع احداث المسلسل في جزيرة جيجو، ثلاث أشخاص يقاتلون ضد الشر الذي يحاول تدمير العالم. صدر على تيفينج وأمازون برايم فيديو في 30 ديسمبر 2022 الى 13 يناير 2023، يتم اصدار حلقتين كل جمعة. وتم اصدار حلقات الجزء الثاني في 24 فبراير الى 10 مارس 2023.
في ابريل 2023 ، تم تاكيد انتاج موسم الثاني.

## الملخص
دراما خيالية عن طرد الأرواح الشريرة، المبنية على حكايات جزيرة جيجو الشعبية. كما تكشف الأسرار والغموض المخبأة في جزيرة جيجو، في البحر الجنوبي.

## الطاقم
- كيم نام جيل في دور فان.[12]
- لي دا هي في دور وون مي هو.[13]
- تشا اون وو في دور الكاهن جون.[14]
- سونغ جون في دور جونجتان.[15]

### دور داعم
- جو دو شيم في دور جيوم بايك غو[16]
- بارك جيون-هيونغ في دور تاي جانغ جونغ[17]
- تشونغ سو بين في دور لي سو ريون[18]

### الموسم 2
- هوه جيونغ-هي في دور بو ايوم جي[11]

## المشاهدات
تم اعادة عرضة على تي في ان في 10 فبراير 2022.
| الجز1 | الجز1 | رقم الحلقة | رقم الحلقة | رقم الحلقة | رقم الحلقة | رقم الحلقة | رقم الحلقة | المتوسط     |
| الجز1 | الجز1 | 1          | 2          | 3          | 4          | 5          | 6          | المتوسط     |
| ----- | ----- | ---------- | ---------- | ---------- | ---------- | ---------- | ---------- | ----------- |
|       | 1     | 637        | 281        | 543        | 363        | 488        | 280        | ستُعلن لاحقًا |

| الحلقات | تاريخ البث     | تقييمات (نيلسن كوريا) | تقييمات (نيلسن كوريا) |
| الحلقات | تاريخ البث     | على الصعيد الوطني     | سيئول                 |
| ------- | -------------- | --------------------- | --------------------- |
| 1       | 10 فبراير 2023 | 2.833% (1st)          | 3.042% (1st)          |
| 2       | 11 فبراير 2023 | 2.046% (5th)          | 2.417% (3rd)          |
| 3       | 17 فبراير 2023 | 2.362%                | 2.723%                |
| 4       | 18 فبراير 2023 | 1.515%                | 1.984%                |
| 5       | 24 فبراير 2023 | 2.095%                | 2.619%.               |
| 6       | 25 فبراير 2023 | 1.3%                  | N/A                   |
| متوسط   | متوسط          | —                     | —                     |

## الإنتاج

### صناعة
- تخطيط : كيم يونغ كيو (S.D).[20]
- المساهم : أمازون برايم فيديو.[20]
- فريق العمل : إستوديو دراغون &  آي لاب & جيلستوري إنت.[21]
- كتابة وإخراج : جانغ يون مي & باي دونغ.[6]
- موسيقى : كيم سيونغ سو

أخراج المسلسل بواسطة مخرج الأفلام الكوري باي دونغ ومن كاتبة جانغ يون مي. من تخطيط وانتاج قسم إستوديو دراغون بتعاون مع فريق آي لاب وجيلستوري إنت كمنتجين. المسلسل مكون من 12 حلقة مقسمة على جزئين، 6 حلقات لكل جزء.

### التصوير
في 20 ديسمبر 2021 ، أفادت أنباء، عن إصابة الممثلة لي دا هي أثناء التصوير.  وفي وقت لاحق بنفس اليوم، أكدت وكالة الممثلة إصابتها في رقبتها.
في 24 مايو 2022 ، نشر الممثل تشا اون وو صورة على SNS قائلًا إن دوره قد انتهى من تصويره.

### الإصدار
هذه الدراما نظمت لصالح لقناة أو سي ان، ثما أعيد تنظيمها لقناة تي في ان في أكتوبر 2021، ثما مرة أخرى أعيد تنظيمها لصالح أو سي إن في عام 2022. في نهاية قرر اصدارها كسلسلة أصلية للمنصة التابعة تيفينج بجانب منصة أمازون العالمية.

## روابط خارجية
- الموقع الرسمي
 (بالكورية)
- الجزيرة على موقع IMDb (الإنجليزية)
- الجزيرة على موقع ألو سيني (الفرنسية)
- الجزيرة على موقع قاعدة بيانات الفيلم (الإنجليزية)
- جزيرة على هانسينما